# میگوی قهوه‌ای (سرده)
میگوی قهوه‌ای (سرده)(نام علمی: Crangon) نام یک سرده از راسته ده‌پایان است.